# Fabio Morábito
Fabio Morábito (nascido em 21 de fevereiro de 1955, em Alexandria, Egito) é  poeta e escritor mexicano.

## Vida e Obra
Nascido no Egito de pais italianos, passou a infância em Milão. A partir dos 14 anos de idade passou a residir na Cidade do México , onde escreveu, em espanhol, quatro livros de poesia, Lotes baldíos (que ganhou em 1995 o prêmio Carlos Pellicer), De segundas-feiras todo el año (que ganhou o Prêmio Nacional de Poesía Aguascalientes, em 1991), Alguien de lava (2011); dois livros de prosa, Caja de herramientas (1989) e El idioma materno (2014), três coletâneas de contos, La lenta fúria (1989), La vida ordenada (2000) e Grieta de fatiga (que ganhou o prêmio Antonin Artaud em 2006), e dois livros de ensaios, El viaje y la enfermedad (1984) e Los pastores pecado carneiros (1996). 
Também escreveu um livro para crianças, Cuando las panteras não eran negras, publicado no Brasil pela Editora 34. Copilou um livro com 125 contos da tradição oral mexicana, Cuentos populares mexicanos (2014). 
É tradutor do italiano, sua língua materna, vertendo para o espanhol inúmeras histórias, poesias, ensaios e livros infantis. Em 2005 Galaxia Gutenberg publicou sua tradução da poesia completa de Eugenio Montale.